# Riego de la Vega
Riego de la Vega es un municipio y lugar español de la provincia de León, en la comunidad autónoma de Castilla y León. El municipio está constituido por las siguientes entidades de población: Castrotierra de la Valduerna, Riego de la Vega, Toral de Fondo, Toralino de la Vega, San Félix de la Vega y Villarnera de la Vega. Cuenta con una población de 714 habitantes (INE 2024). Celebra sus fiestas patronales el día del Corpus Christi y en honor de san Gregorio.

## Geografía

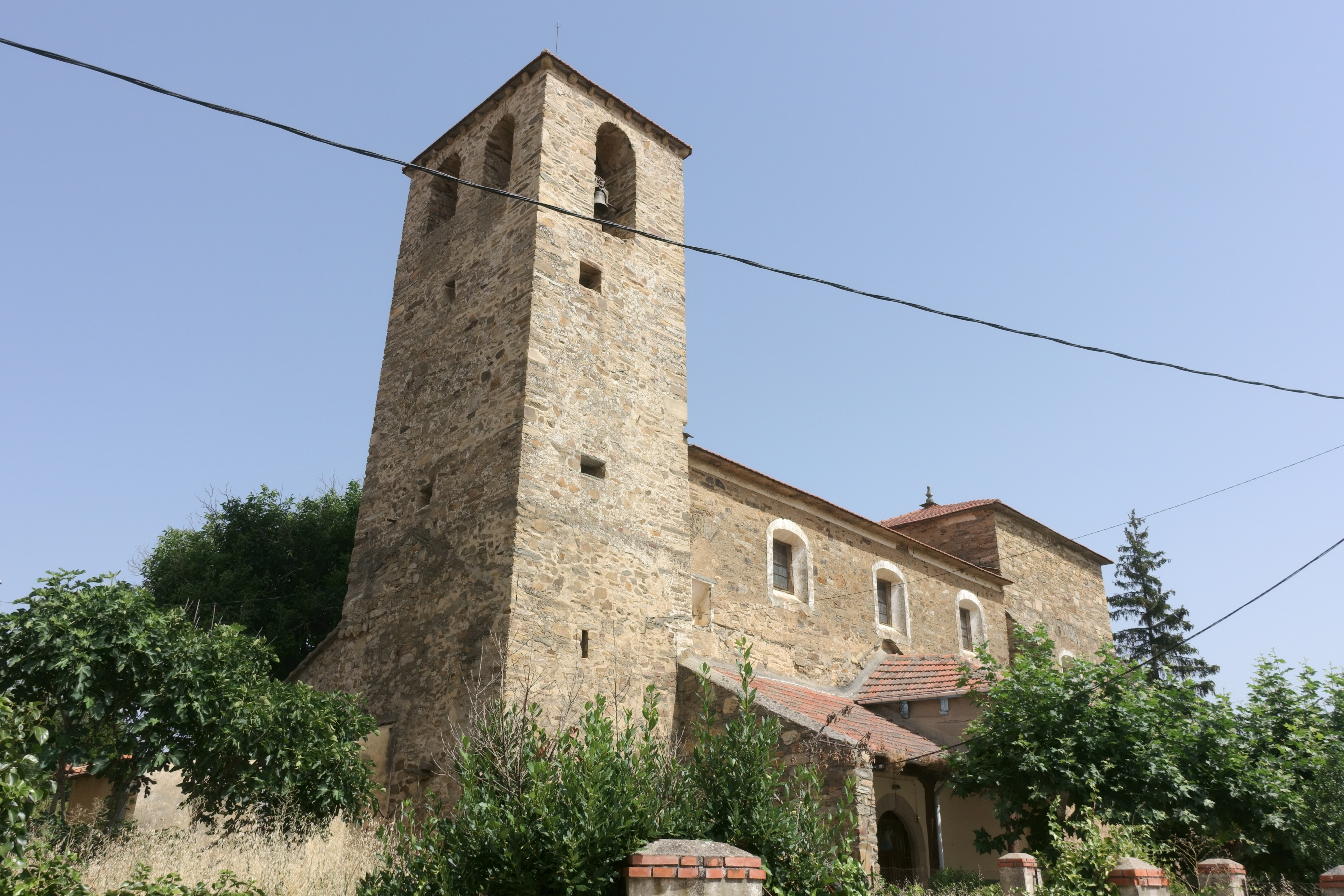
Iglesia de Nuestra Señora del Caño

Está ubicado en la comarca de Vega del Tuerto, situándose a 51 kilómetros de la capital provincial. El término municipal está atravesado por la Autovía del Noroeste, entre los pK 311 y 316.
El relieve del municipio cuenta con tres zonas diferenciadas. El valle está situado al norte de la autovía e incluye los núcleos urbanos de Riego de la Vega, situado a 806 metros sobre el nivel del mar, Villarnera de la Vega, San Félix de la Vega, Toralino de la Vega y Toral de Fondo. El monte está situado al sur de la autovía y su altitud asciende hasta los 892 metros (cerro Cuesta Grande). Finalmente, la pradera se encuentra al sur del municipio, a unos 810 metros de altitud, regada por el río de los Peces y el río Duerna, e incluye la pedanía de Castrotierra de la Valduerna. El río Tuerto discurre por el noreste del término municipal, cerca de Villarnera de la Vega, pero origina canales y acequias para el regadío que recorren el valle.
| Noroeste: Valderrey                   | Norte: Valderrey                 | Noreste: San Cristóbal de la Polantera |
| Oeste: Valderrey                      |                                  | Este: Santa María de la Isla           |
| Suroeste: Villamontán de la Valduerna | Sur: Villamontán de la Valduerna | Sureste: Palacios de la Valduerna      |

Presenta un clima continental, con temperaturas medias de algo más de 16 °C en verano y entre 2 y 4 °C en invierno. Las precipitaciones medias anuales varían entre 400 y 500 mm.
Encuadrado en una zona agrícola, con cierta implantación ganadera, siendo las explotaciones de carácter familiar. Se cultivan cereales de secano, como el trigo y la cebada. En las vegas y zonas de regadío se producen remolacha, alubias, patatas y maíz.

## Configuración urbana
El núcleo de población de Riego de la Vega, se desarrolla entre dos cotas claramente diferenciales, la parte alta en la cota a 820 m que corresponde al encuentro de la carretera nacional VI de Madrid a La Coruña con la comarcal que se dirige a León, y la cota más baja en la Vega con 805 de altitud. Entre estas dos cotas con 15 metros de diferencia, se han desarrollado los sucesivos asentamientos de población. Pascual Madoz distingue a mitad del siglo pasado dos barrios totalmente diferenciados. Uno le llama de la Iglesia y otro el de Arriba. El de la Iglesia corresponde al núcleo originario — de trama medieval y que se ha desarrollado alrededor de la Iglesia parroquial de Sta. María, y el de Arriba que corresponde a un asentamiento a lo largo de la vía que accede a la calzada nacional. El desarrollo posterior de Riego, ha tendido hacía cotas más bajas sobre la vega, buscando la proximidad a los cultivos y huertos y se ha ido asentando sobre dos ejes paralelos que corresponden a dos direcciones condicionadas físicamente por dos canales de riego. En su término, y en paralelo a la Autovía del Noroeste, se localiza el polígono industrial de promoción municipal Vía de la Plata, creado en 1985 y perteneciente a las juntas vecinales de Riego de la Vega y Toralino de la Vega. Cuenta, entre otras, con empresas alimentarias, de automoción, hosteleras y de comercialización de muebles.

## Demografía
Cuenta con una población de 714 habitantes (INE 2024).
| Gráfica de evolución demográfica de Riego de la Vega entre 1842 y 2021 |
| |
| Población de derecho según los censos de población del INE. Población de hecho según los censos de población del INE. En 1857 disminuye el término del municipio porque independiza a Castrotierra. |